# Río Castril
El río Castril es un río del sur de España perteneciente a la cuenca hidrográfica del Guadalquivir, que transcurre en su totalidad por el nordeste de la provincia de Granada. 

## Curso
Nace en la homónima sierra de Castril, en un manantial kárstico en el paraje del Cortijo del Nacimiento. Debido a la estructura del suelo de esta sierra: rocas calizas y sedimentarias, cuando el agua se va acumulando en el subsuelo y llega al nivel de las fisuras de las rocas, sale por dichos orificios. El agua, al acumularse en cuevas y acuíferos a gran profundidad, tiene la misma temperatura en verano y en invierno.
Desemboca en el río Guadiana Menor, entre los términos municipales de Benamaurel y Baza, al pie del cerro Jabalcón, en un tramo cuyo cauce ocupa el Embalse del Negratín.

## Obras hidráulicas
Existió un plan que nunca se llevó a cabo que contemplaba trasvasar la totalidad de las aguas del nacimiento del Castril a través de un túnel que atravesaría Sierra Seca hacia el embalse de San Clemente, en el cauce del cercano río Guardal. Otros proyectos aún más ambiciosos existieron desde el siglo XVIII.